# Edward Dicey

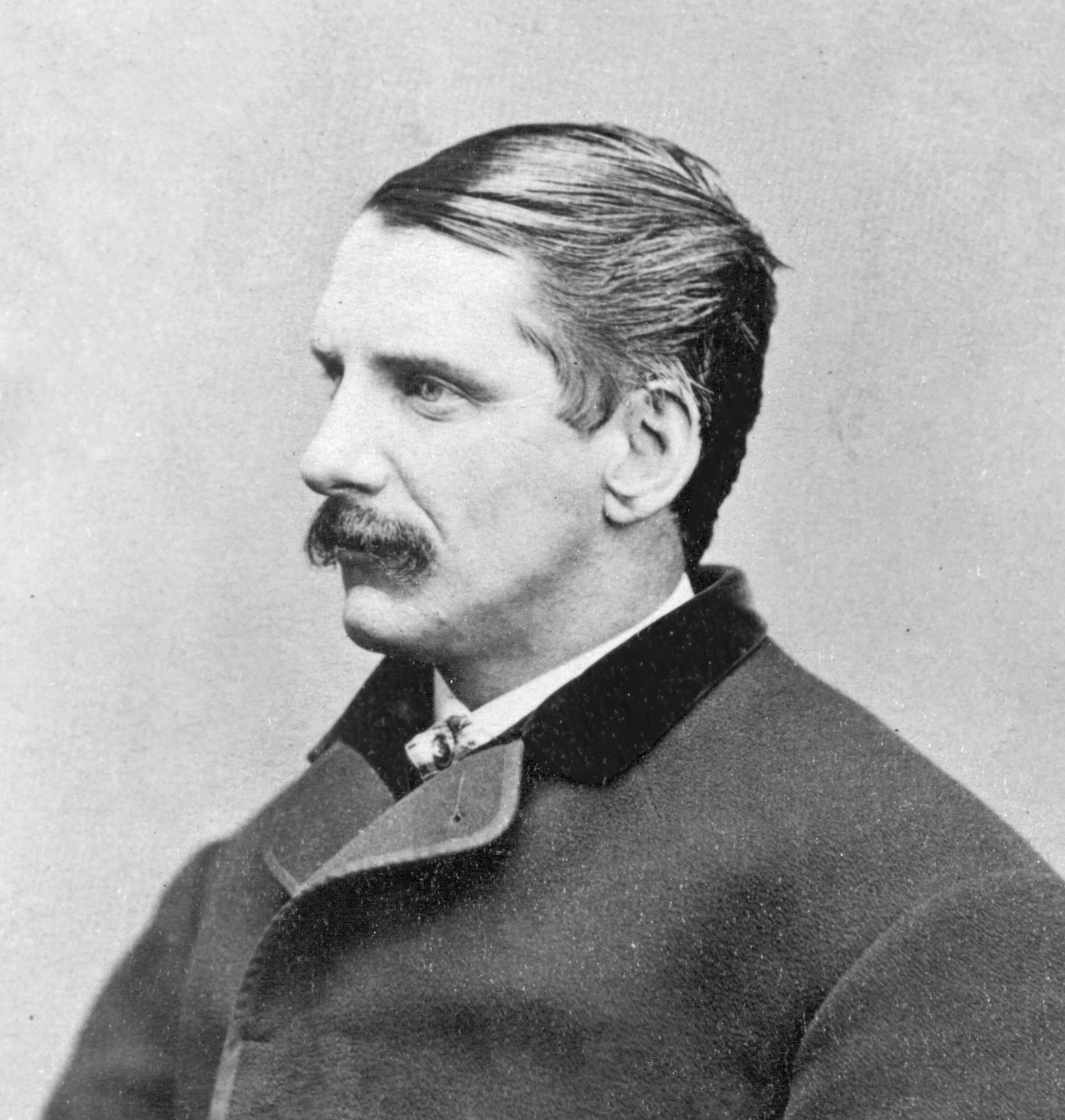
Edward Dicey, 1865

Edward James Stephen Dicey (* Mai 1832 in Claybrook Hall in Leicestershire; † 7. Juli 1911) war ein englischer Journalist und Essayist.

## Leben
Dicey studierte am Trinity College in Cambridge und bekam dort 1854 den Bachelor. Er schrieb Beiträge unter anderem für die Zeitung Fortnightly Review, und den Daily Telegraph, für die er als Korrespondent in verschiedenen Ländern Europas unterwegs gewesen ist. 1870 übernahm er für drei Monate die Redaktion der Daily News.
Gleich darauf wurde er bis 1889 Redakteur für den The Observer. Sein Bruder Albert Venn Dicey war ein bekannter Jurist und Professor in der Universität Oxford.

## Werke
Auswahl:
- Cavour, a memoir. 1861.
- Rome in 1860. 1861.
- Six months in the Federal States. Macmillan and Co., London / Cambridge 1863, 2 Bände (Band 1: archive.org, Band 2: archive.org).
- The Schleswig-Holstein War. Tinsley brothers, London 1864, 2 Bände (Band 1: archive.org, Band 2: archive.org).
- The battle-fields of 1866. 1866.
- A month in Russia during the marriage of the Czarewitch. 1867.
- The Morning Land, travels in Turkey, the Holy Land and Egypt. 1870, 2 Bände.
- England and Egypt. 1881 (Nachdruck: Darf, London 1986, ISBN 1-85077-139-1).
- The peasant state. An account of Bulgaria in 1894. John Murray, London 1895 (archive.org).
- The Story of the Khedivate. Rivingtons, London 1902 (archive.org).
- The Egypt of the Future. William Heinemann, London 1907 (archive.org).
- Spectator of America. (Nachdruck der Ausgabe von 1971: University of Georgia Press, Athens 1989, ISBN 0-8203-1172-3).